# Weißenfels (district)
Districtul Weißenfels este un Kreis în landul Saxonia-Anhalt, Germania. 